# Communes de la province de Pise
- Haut – A
- B
- C
- D
- E
- F
- G
- H
- I
- J
- K
- L
- M
- N
- O
- P
- Q
- R
- S
- T
- U
- V
- W
- X
- Y
- Z

## B
- Bientina
- Buti

## C
- Calci
- Calcinaia
- Capannoli
- Casciana Terme
- Cascina
- Casale Marittimo
- Castelfranco di Sotto
- Castellina Marittima
- Castelnuovo di Val di Cecina
- Chianni
- Crespina

## F
- Fauglia

## G
- Guardistallo

## L
- Lajatico
- Lari
- Lorenzana

## M
- Montecatini Val di Cecina
- Montescudaio
- Monteverdi Marittimo
- Montopoli in Val d'Arno

## O
- Orciano Pisano

## P
- Palaia
- Peccioli
- Pise
- Pomarance
- Ponsacco
- Pontedera

## R
- Riparbella

## S
- Santa Croce sull'Arno
- San Giuliano Terme
- Santa Luce
- Santa Maria a Monte
- San Miniato

## T
- Terricciola

## V
- Vecchiano
- Vicopisano
- Volterra